# Chima
Chima（ちま）は、日本の女性シンガーソングライター。北海道札幌市在住。大阪府出身。酪農学園大学卒業。2010年からCREATIVE OFFICE CUEに所属。レーベルはランティスとA-CUE RECORDS。誕生日は3月27日。血液型はO型。

## 人物
大阪府に生まれ幼少期をドイツやアメリカで過ごし、その頃からミュージカルや声楽に触れ、歌うことに興味を持つものの、帰国後は獣医師を目指す。
高校の修学旅行で訪れた北海道に感動し、卒業後は酪農学園大学獣医学類に進学し、獣医学の勉強と並行してバンド活動を始めそこで触れた札幌の音楽シーンに感化され、自らも音楽の道を目指す。大学の音楽サークルで結成したアコースティックユニット「スローロリス」では札幌テレビ放送主催のコンテスト「ライブスピカ」にて2006年度年間チャンピオンを受賞し、この他YOSAKOIソーラン祭りの演舞曲の歌唱も担当し会場での歌唱も行った。
近年では、TVアニメやTV・ラジオCM曲の歌唱、他アーティストへの楽曲提供など、活動は多岐にわたる。
自身のソロ活動の他、ギタリストの市川和則（羊毛とおはな）、マルチクリエイターの岩井俊二、と共にアコースティックトリオユニット「ikire（イキレ）」としても活動中。

## 作品
| #  | タイトル                      | アーティスト          | 発売日         | 販売形態   | 備考 |
| -- | ----------------------------- | --------------------- | -------------- | ---------- | --- |
| 01 | ココカラ…／止まらぬストーリー | Chima                 | 2010年12月1日  | CD         | 全2曲。 |
| 02 | 鈴蘭                          | Chima                 | 2011年6月8日   | CD         | 全6曲。 |
| 03 | そらのね                      | Chima                 | 2013年7月3日   | CD         | 全8曲。 |
| 04 | 八月と太陽                    | Chima                 | 2014年6月24日  | 配信       | 全1曲。 |
| 05 | pinupinu                      | Chima × coron         | 2015年9月17日  | CD         | 全10曲。 |
| 06 | 冬のおはなし                  | Chima                 | 2015年10月19日 | CD         | 全7曲。 |
| 07 | 夏のおはなし                  | Chima                 | 2016年8月3日   | CD         | 全9曲。 |
| 08 | FLIP FLAP FLIP FLAP           | TO-MAS feat. Chima    | 2016年11月9日  | CD         | TVアニメ『フリップフラッパーズ』エンディングテーマ。 全4曲。 |
| 09 | みもれっと                    | Chima                 | 2017年2月10日  | CD付き絵本 | 全2曲。 |
| 10 | はじまりのしるし              | Chima                 | 2017年5月10日  | CD         | TVアニメ『ゼロから始める魔法の書』エンディングテーマ。全4曲。 |
| 11 | urar                          | Chima                 | 2018年1月24日  | CD         | TVアニメ『ハクメイとミコチ』主題歌。全4曲。 |
| 12 | T                             | Chima                 | 2018年11月17日 | CD         | 全3曲。 |
| 13 | 知らない世界も見飽きた        | ikire（vocal：Chima） | 2019年3月27日  | 配信       | 全11曲。 |
| 14 | Tyran                         | Chima                 | 2019年4月20日  | CD付き絵本 | 滝花保和とのコラボで生まれた絵本「ティラン」。 全3曲。 |
| 15 | lien                          | Chima                 | 2019年6月26日  | CD         | ゲームアプリ『最果てのバベル』エンディングテーマ。全1曲。 |
| 16 | じゃあね、また。              | Chima×古賀小由実      | 2019年7月5日   | CD         | 全6曲。 |
| 17 | ふりこのふりこ-Live-          | Chima                 | 2020年3月27日  | CD         | 全11曲。 |
| 18 | きみの記憶                    | Chima                 | 2021年3月8日   | CD         | 北海道中川町公式イメージソング。全2曲。 |
| 19 | nest                          | Chima                 | 2021年10月27日 | CD         | TVアニメ『月とライカと吸血姫』エンディングテーマ。 TVアニメ『ゼロから始める魔法の書』エンディングテーマ。 TVアニメ『ハクメイとミコチ』主題歌。 アプリゲーム『最果てのバベル』EDテーマ。 全6曲。 |
| 20 | 雪のあしおと                  | Socca（vocal：Chima） | 2022年3月25日  | CD         | 全1曲。 |

## 活動
- 2010年12月
  - single「ココカラ…/止まらぬストーリー」でデビュー
- 2011年6月
  - 1st mini album「鈴蘭」リリース
- 2013年
  - セイコーマート『17素材うるおい茶』CMソングとして「PUSH ME」がOA
  - 2nd mini album「そらのね」リリース
  - Galileo GalileiのCD／LIVEにコーラスとして参加（〜2016）
  - 蓮沼執太やTO-MAS（クラムボンのミトが参加する劇伴ユニット）へフィーチャリングボーカルとして参加（〜2016）
- 2014年6月
  - 期間限定配信「八月と太陽」リリース
- 2014年9月
  - 『空ヲ知ル「長月祭」』＠三笠市山崎ワイナリー 出演
- 2014年11月
  - 『安藤裕子 2014 ACOUSTIC LIVE〜北海道編〜』オープニングアクト出演[9]
- 2015年4月
  - earth music&ecology オリジナルCD「STRAWBERRY MUSIC Vol.2」に参加
- 2015年9月
  - Chima×coron concept album「pinupinu」リリース
- 2015年
  - 『PlayStationR presents MINAMI WHEEL 2015』出演[10]
  - 3rd mini album「冬のおはなし」リリース
- 2016年8月
  - 4th mini album「夏のおはなし」リリース
- 2016年10月
  - 『“PlayStation Music” presents FM802 MINAMI WHEEL 2016』出演[11]
- 2017年3月
  - 手紙社「布博 vol.8」＠京王閣競輪場 出演
- 2017年5月
  - メジャーデビューシングル『はじまりのしるし』（TVアニメ「ゼロから始める魔法の書」エンディングテーマ）リリース
- 2018年1月
  - サウンドプロデューサーに高野寛を迎えた、『urar（ウラー）』（TVアニメ「ハクメイとミコチ」主題歌）リリース
- 2019年3月
  - ikire 1stフルアルバム『知らない世界も見飽きた』を配信リリース
- 2019年4月
  - CD付き絵本『Tyran（ティラン）』リリース
- 2019年6月
  - 『lien（リアン）』（アプリゲーム「最果てのバベル」EDテーマ）を配信リリース
- 2019年7月
  - かねてより企画ライブなどで共演しているシンガーソングライター古賀小由実と共同制作した楽曲を収録した、Chima×古賀小由実『じゃあね、また。』をリリース
- 2019年
  - 上田麗奈ニューアルバム「Empathy」への楽曲提供[12]
  - 愛知県内TVCM「ネイエ設計」歌唱
  - 「LINE CUBE SHIBUYA（旧渋谷公会堂）コンセプト映像」歌唱
- 2020年
  - Chima初のライブCD「ふりこのふりこ-LIVE-」2020年3月27日(金)リリース
  - よつ葉TVCM「濃厚ヨーグルト・のむヨーグルト」歌唱
  - 上田麗奈「花の雨」「たより」楽曲提供
  - ikire新曲『aoi』配信スタート！
  - 茅野愛衣10thメモリアルブック&ミニアルバム『むすんでひらいて』収録曲「モノグラム」楽曲提供[13]
- 2021年
  - Chima Film Live "ten." 【さっぽろアートライブ】
  - 「8日で死んだ怪獣の12日の物語-劇場版-Blu-ray BOX」3/31（水）発売
  - 北海道中川町公式イメージソング「きみの記憶」3月8日（月）リリース
  - 「劇場編集版 かくしごと －ひめごとはなんですか－」劇中曲へ参加
  - 空知プロモーション動画へ楽曲提供
  - TVアニメ『月とライカと吸血姫』エンディングテーマ＆ミニアルバム発売決定
  - 関西テレビ制作「HDRショートフィルム『さくらノート』」の音楽をikireとして担当
  - HABAオリジナルショートムービー「#ふだんのわたし 展」音楽担当

## YouTube
YouTubeチャンネル「chima sampo」を2022年4月2日開設。
好きな場所を紹介しながらその場所に似合いそうな曲をセレクトして歌う企画。